# Владімір Шлапета
Владімір Шлапета (чеськ. Vladimír Šlapeta; народився 5 травня 1947 року) — чеський архітектор, історик архітектури, професор.

## Біографія
Владімір Шлапета народився разом з сестрою-близнючкою Ольгою у 1947 році в Оломоуці в родині архітектора Любомира Шлапети. Після закінчення навчання в Чеському технічному університеті в Празі у 1972 році він почав працювати архітектором в Остраві. У 1973—1991 роках був головою відділу архітектури Національного технічного музею в Празі. У 1991—1997 та 2003—2006 роках був деканом архітектурного факультету Чеського технічного університету. У 2006—2010 роках був деканом архітектурного факультету Брненського технічного університету (VUT), де і працює дотепер. Був запрошеним лектором в Берлінському технічному університеті, Віденському технічному університеті, Люблянському університеті. Є почесним членом Американського інституту архітекторів (AIA), Німецької асоціації архітекторів (BDA), Королівського інституту британських архітекторів (RIBA). Він є автором багатьох публікацій з архітектури 20-го століття, сучасної архітектури та урбанізму.
У 2008 році Владімір Шлапета входив до складу журі міжнародного архітектурного конкурсу на розробку генерального плану культурно–мистецького та музейного комплексу «Мистецький арсенал». Незважаючи на те, що конкурс відбувся і перше місце було віддане японському архітектурному бюро «Арата Ізозакі», через бюрократичні та корупційні проблеми, реалізація проекту так і не почалася.